# إيلين مايو
إيلين مايو (بالإنجليزية: Eileen Mayo)‏ هي رسامة نيوزيلندية، ولدت في 11 سبتمبر 1906، وتوفيت في 4 يناير 1994.